# Ernst Lagler
Ernst Lagler (* 14. Dezember 1903 in Mödling (Niederösterreich); † 22. Februar 1974 in Wien) war ein österreichischer Universitätsprofessor, Volkswirt und Agrarsoziologe.

## Leben und Wirken
Nach dem Schulbesuch in Gumpoldskirchen und Baden (bei Wien) studierte Ernst Lagler von 1922 bis 1927 Staatswissenschaften an der Universität Wien und promovierte dort 1927 ("Max Schelers Staats- und Soziallehre"). Ab 1924 war er Mitglied der katholischen Studentenverbindung KaV Norica Wien. Von 1927 bis 1939 hatte er eine wissenschaftliche Assistentenstelle für Nationalökonomie an dieser Hochschule inne. 1935 folgte die Habilitation, seit 1936 war er auch Honorardozent für internationale Agrarpolitik an der Konsularakademie in Wien. Außerdem leitete er Ferienkurse an der Sommerhochschule Gmunden (Schloss Traunstein). Ab 1939 arbeitete er als Sachbearbeiter im Landesernährungsamt Donauland in Wien. Da er aus der Sicht der NSDAP als politisch nicht zuverlässig angesehen wurde, galt seine Lehrbefugnis 1940 als erloschen. Nach dem Zweiten Weltkrieg bemühte sich Ernst Lagler um die Wiederberufung an die Universität. Seit 1946 bzw. 1948 arbeitete er im Bundesministerium für Land- und Forstwirtschaft und im Bundesministerium für Vermögenssicherung und Wirtschaftsplanung. Ab 1948 durfte er wieder an der Universität Wien lehren. seit 1951 als außerordentlicher, ab 1962 als ordentlicher Professor. Außerdem hatte er einen Lehrauftrag an der Hochschule für Bodenkultur in Wien inne.
Von 1946 bis 1965 leitete er wirtschaftswissenschaftliche Tagungen in Sankt Wolfgang und Bad Ischl.
Ernst Lagler stand dem Kreis um den Theoretiker des Ständestaats, Othmar Spann (1878–1950), nahe.

## Werke (Auswahl)
- Theorie der Landwirtschaftskrisen. Heymanns, Berlin 1935 (Habilitationsschrift).
- Oberösterreichs Landwirtschaft in Zahlen. 1939–1945. Österreichischer Agrarverlag, Wien 1946.
- (als Herausgeber): Wirtschaftliche Entwicklung und soziale Ordnung. [Ferdinand Degenfeld-Schonburg zum 70. Geburtstag gewidmet]. Herold, Wien 1952.
- (als Mitautor): Probleme einer europäischen Agrarintegration. Verlag für Geschichte und Politik, Wien 1953.
- (als Herausgeber): Ordnungsprobleme der Wirtschaft. Wirtschaftswissenschaftliche Tagung Bad Ischl 1955. Springer, Wien 1957.
- (als Herausgeber): EWG und EFTA in wissenschaftlicher Diskussion. Verhandlungen der 15. wirtschaftswissenschaftlichen Tagung in Bad Ischl. Duncker & Humblot, Berlin 1965.